# Etiópia az 1980. évi nyári olimpiai játékokon
Etiópia a szovjetunióbeli Moszkvában megrendezett 1980. évi nyári olimpiai játékok egyik részt vevő nemzete volt. Az országot az olimpián 3 sportágban 41 sportoló képviselte, akik összesen 4 érmet szereztek.

## Érmesek
| Érem  | Versenyző     | Sportág  | Versenyszám          |
| ----- | ------------- | -------- | -------------------- |
| Arany | Miruts Yifter | Atlétika | Férfi 5000 m         |
| Arany | Miruts Yifter | Atlétika | Férfi 10 000 m       |
| Bronz | Mohamed Kedir | Atlétika | Férfi 10 000 m       |
| Bronz | Eshetu Tura   | Atlétika | Férfi 3000 m akadály |

## Atlétika
Férfi
| Versenyző                                          | Versenyszám     | Előfutam | Előfutam | Előfutam | Negyeddöntő | Negyeddöntő | Negyeddöntő | Elődöntő | Elődöntő | Elődöntő | Döntő         | Döntő         |
| Versenyző                                          | Versenyszám     | Idő      | Hely.    | Össz.    | Idő         | Hely.       | Össz.       | Idő      | Hely.    | Össz.    | Idő           | Helyezés      |
| -------------------------------------------------- | --------------- | -------- | -------- | -------- | ----------- | ----------- | ----------- | -------- | -------- | -------- | ------------- | ------------- |
| Besha Tuffa                                        | 100 m           | 11,55    | 8.       | 62.      | kiesett     | kiesett     | kiesett     | kiesett  | kiesett  | kiesett  | kiesett       | kiesett       |
| Besha Tuffa                                        | 200 m           | 23,18    | 6.       | 53.      | kiesett     | kiesett     | kiesett     | kiesett  | kiesett  | kiesett  | kiesett       | kiesett       |
| Asfaw Deble                                        | 400 m           | 49,77    | 6.       | 42.      | kiesett     | kiesett     | kiesett     | kiesett  | kiesett  | kiesett  | kiesett       | kiesett       |
| Abebe Zerihun                                      | 800 m           | 1:50,3   | 5.       | 25.      |             |             |             | kiesett  | kiesett  | kiesett  | kiesett       | kiesett       |
| Atre Bezabeh                                       | 800 m           | 1:52,7   | 5.       | 33.      |             |             |             | kiesett  | kiesett  | kiesett  | kiesett       | kiesett       |
| Nigusse Bekele                                     | 800 m           | 1:51,1   | 4.       | 28.*     |             |             |             | kiesett  | kiesett  | kiesett  | kiesett       | kiesett       |
| Nigusse Bekele                                     | 1500 m          | 3:45,79  | 7.       | 27.      |             |             |             | kiesett  | kiesett  | kiesett  | kiesett       | kiesett       |
| Haile Zeru                                         | 1500 m          | 3:45,68  | 6.       | 26.      |             |             |             | kiesett  | kiesett  | kiesett  | kiesett       | kiesett       |
| Kassa Balcha                                       | 1500 m          | 3:43,04  | 6.       | 12.      |             |             |             | kiesett  | kiesett  | kiesett  | kiesett       | kiesett       |
| Miruts Yifter                                      | 10 000 m        | 28:41,68 | 1.       | 4.       |             |             |             |          |          |          | 27:42,69      |               |
| Miruts Yifter                                      | 5000 m          | 13:44,31 | 1.       | 8.       |             |             |             | 13:39,93 | 2.       | 11.      | 13:21,0       |               |
| Yohannes Mohamed                                   | 5000 m          | 13:45,77 | 5.       | 19.      |             |             |             | 13:39,40 | 1.       | 10.      | 13:28,4       | 10.           |
| Mohamed Kedir                                      | 5000 m          | 13:42,62 | 2.       | 2.       |             |             |             | 13:28,54 | 1.       | 1.       | 13:34,2       | 12.           |
| Mohamed Kedir                                      | 10 000 m        | 28:16,38 | 1.       | 1.       |             |             |             |          |          |          | 27:44,64      |               |
| Tolossa Kotu                                       | 10 000 m        | 28:55,26 | 1.       | 8.       |             |             |             |          |          |          | 27:46,47      | 4.            |
| Dereje Nedi                                        | Maraton         |          |          |          |             |             |             |          |          |          | 2:12:44       | 7.            |
| Moges Alemayehu                                    | Maraton         |          |          |          |             |             |             |          |          |          | 2:18:40       | 24.           |
| Kebede Balcha                                      | Maraton         |          |          |          |             |             |             |          |          |          | nem ért célba | nem ért célba |
| Eshetu Tura                                        | 3000 m akadály  | 8:23,73  | 2.       | 2.       |             |             |             | 8:16,17  | 2.       | 2.       | 8:13,57       |               |
| Hailu Wolde-Tsadik                                 | 3000 m akadály  | 8:40,98  | 8.       | 20.      |             |             |             | 8:34,94  | 8.       | 18.      | kiesett       | kiesett       |
| Girma Wolde-Hana                                   | 3000 m akadály  | 8:54,60  | 8.       | 26.      |             |             |             | kiesett  | kiesett  | kiesett  | kiesett       | kiesett       |
| Hunde Toure                                        | 20 km gyaloglás |          |          |          |             |             |             |          |          |          | 1:37:16,6     | 16.           |
| Tekeste Mitiku                                     | 20 km gyaloglás |          |          |          |             |             |             |          |          |          | 1:45:45,7     | 23.           |
| Besha Tuffa Kumela Fituma Asfaw Deble Atre Bezabeh | 4 × 400 m váltó | 3:18,2   | 7.       | 20.      |             |             |             |          |          |          | kiesett       | kiesett       |

| Versenyző          | Versenyszám   | Selejtező | Selejtező | Döntő    | Döntő    |
| Versenyző          | Versenyszám   | Eredmény  | Helyezés  | Eredmény | Helyezés |
| ------------------ | ------------- | --------- | --------- | -------- | -------- |
| Abebe Gessese      | Távolugrás    | 666 cm    | 29.       | kiesett  | kiesett  |
| Yadessa Kuma       | Hármasugrás   | 13,60 m   | 21.       | kiesett  | kiesett  |
| Milkessa Chalchisa | Gerelyhajítás | 51,04 m   | 18.       | kiesett  | kiesett  |

Női
| Versenyző           | Versenyszám | Előfutam | Előfutam | Előfutam | Negyeddöntő | Negyeddöntő | Negyeddöntő | Elődöntő | Elődöntő | Elődöntő | Döntő   | Döntő    |
| Versenyző           | Versenyszám | Idő      | Hely.    | Össz.    | Idő         | Hely.       | Össz.       | Idő      | Hely.    | Össz.    | Idő     | Helyezés |
| ------------------- | ----------- | -------- | -------- | -------- | ----------- | ----------- | ----------- | -------- | -------- | -------- | ------- | -------- |
| Fantaye Sirak       | 800 m       | 2:08,62  | 7.       | 20.      | kiesett     | kiesett     | kiesett     | kiesett  | kiesett  | kiesett  | kiesett | kiesett  |
| Amsale Woldegibriel | 1500 m      | 4:25,30  | 10.      | 20.      | kiesett     | kiesett     | kiesett     | kiesett  | kiesett  | kiesett  | kiesett | kiesett  |

* - egy másik versenyzővel azonos eredményt ért el

## Kerékpározás

### Országúti kerékpározás
Férfi
| Versenyző                                                            | Versenyszám     | Idő                | Helyezés      |
| -------------------------------------------------------------------- | --------------- | ------------------ | ------------- |
| Zeragaber Gebrehiwot                                                 | Mezőnyverseny   | nem ért célba      | nem ért célba |
| Jemal Rogora                                                         | Mezőnyverseny   | nem ért célba      | nem ért célba |
| Tilahun Woldesenbet                                                  | Mezőnyverseny   | nem ért célba      | nem ért célba |
| Musse Yohannes                                                       | Mezőnyverseny   | nem ért célba      | nem ért célba |
| Haile Micael Kedir Ayele Mekonnen Tadesse Mekonnen Tilahun Alemayehu | Csapat időfutam | 2:35:47,8 (+34:26) | 23.           |

## Ökölvívás
| Versenyző     | Versenyszám   | Selejtező         | 32-es főtábla                    | Nyolcaddöntő                     | Negyeddöntő       | Elődöntő          | Döntő             | Helyezés |
| Versenyző     | Versenyszám   | Ellenfél Eredmény | Ellenfél Eredmény                | Ellenfél Eredmény                | Ellenfél Eredmény | Ellenfél Eredmény | Ellenfél Eredmény | Helyezés |
| ------------- | ------------- | ----------------- | -------------------------------- | -------------------------------- | ----------------- | ----------------- | ----------------- | -------- |
| Beruk Asafaw  | Papírsúly     |                   | Antti Juntumaa (FIN) · KO        | kiesett                          | kiesett           | kiesett           | kiesett           | 17.      |
| Hassan Sherif | Légsúly       |                   | Barry Aguibou (GUI) · kizárták   | Petar Leszov (BUL) · 0:5         | kiesett           | kiesett           | kiesett           | 9.       |
| Ayele Mohamed | Harmatsúly    | erőnyerő          | Ahmad Nesar (AFG) · 5:0          | Juan Hernández Pérez (CUB) · RSC | kiesett           | kiesett           | kiesett           | 9.       |
| Leoul Neeraio | Pehelysúly    | erőnyerő          | Ramy Zialor (SEY) · 3:2          | Sidnei dal Rovere (BRA) · 0:5    | kiesett           | kiesett           | kiesett           | 9.       |
| Tadesse Haile | Könnyűsúly    |                   | Florin Livadaru (ROU) · kizárták | kiesett                          | kiesett           | kiesett           | kiesett           | 17.      |
| Ebrahim Saide | Kisváltósúly  |                   | José Angel Molina (PUR) · 0:5    | kiesett                          | kiesett           | kiesett           | kiesett           | 17.      |
| Kebede Sahilu | Váltósúly     |                   | Ben Sisay (SLE) · kizárták       | Kazimierz Szczerba (POL) · 0:5   | kiesett           | kiesett           | kiesett           | 9.       |
| Seifu Retta   | Nagyváltósúly |                   | George Kabuto (UGA) · 0:5        | kiesett                          | kiesett           | kiesett           | kiesett           | 17.      |